# Friedrich von Gerolt

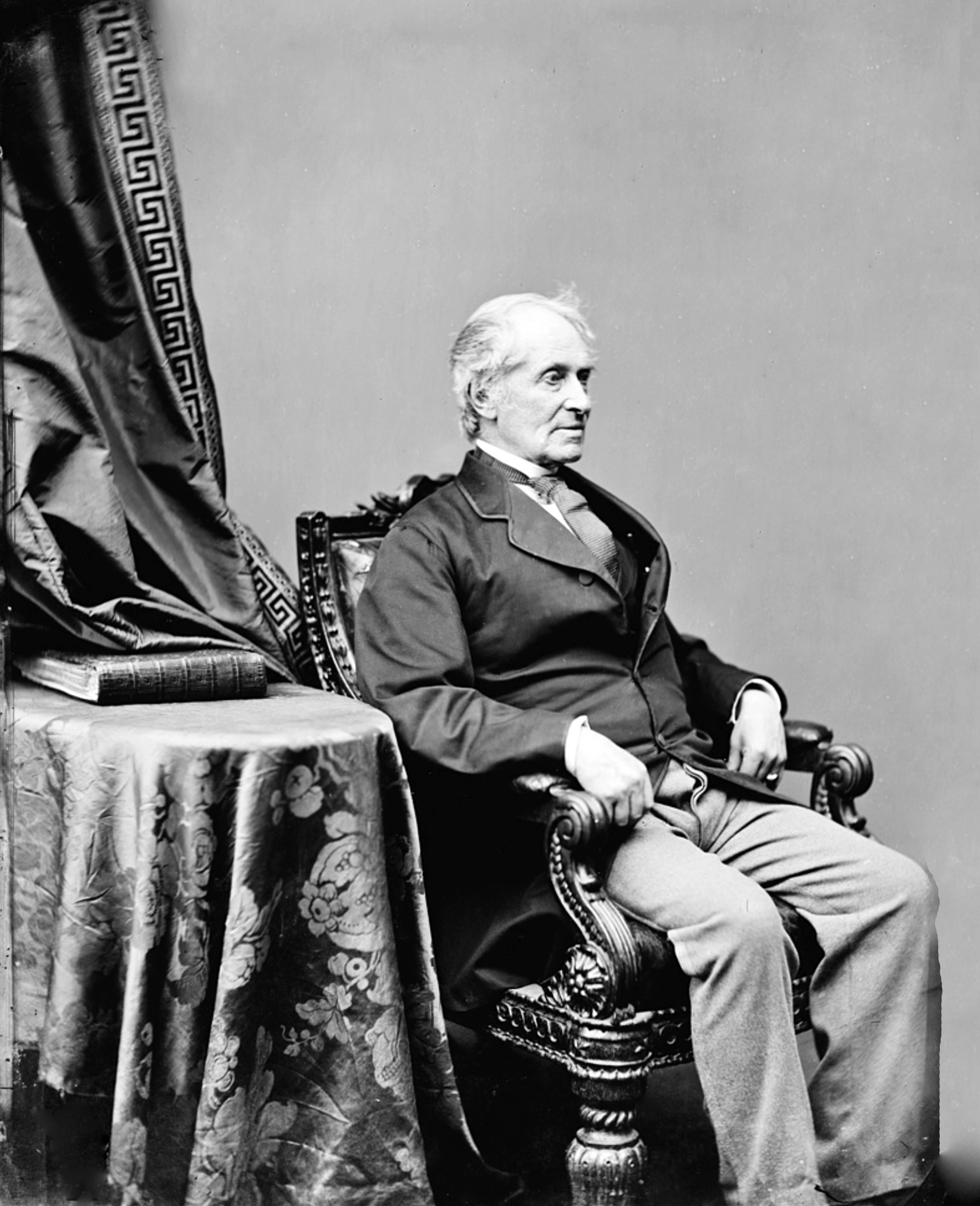
Friedrich von Gerolt

Friedrich Joseph Karl Freiherr von Gerolt (* 5. März 1797 zu Bonn; † 27. Juli 1879 zu Linz am Rhein) war königlich preußischer Wirklicher Geheimer Rat, außerordentlicher Gesandter und bevollmächtigter Minister in den USA in Washington, D.C.

## Familie
Gerolt wurde als Sohn des deutschen Juristen und Politikers Bernhard Franz Josef von Gerolt und seiner Ehefrau, Anna Katharina Josepha Karoline v. Bouget aus Odenkirchen, geboren und stammte von den Gerolt ab, denen bereits am 3. Januar 1558 in Prag das Wappen verliehen wurde und die am 16. April 1614 im Schloss Linz in Österreich durch Kaiser Matthias geadelt wurden. Er heiratete am 28. August 1837 in Bonn Josephine Henriette Huberta Walter, Tochter des Hofrats am vormaligen Reichskammergericht in Wetzlar, Franz Martin Walter, und seiner Frau Maria Anna von Noël, einer Tochter von Peter Franz von Noël.

## Lebensweg

Carta geognostica de los principales distritos minerales del Estado de Mexico, 1827

Mit 16 Jahren nahm Gerolt an den Befreiungskriegen teil. Danach studierte er Bergbau und Geologie an der Bergakademie Freiberg (Matrikelnummer 941) und wurde im Jahre 1823 als Bergamtssekretär in Düren geführt. Im März 1824 reiste er als Agent des Deutsch-Amerikanischen Bergwerksvereins nach Mexiko, wo ansehnliche Silberminen vermutet wurden. 1826 kehrte er von dort zurück, um dem Bergwerksverein zusammen mit anderen Agenten Bericht zu erstatten. Zusammen mit Carl de Berghes, ebenfalls ein Agent des Bergwerksvereins, publizierte er 1827 bei Arnz & Comp. die Carta geognostica de los principales distritos minerales del Estado de Mexico, eine mineralogische Spezialkarte Zentralmexikos, die als erste in Farbe gedruckte geologische Karte Mexikos gilt.
Von König Friedrich Wilhelm III. wurden er und seine Brüder im Jahre 1830 mit dem Rittergut zur Leyen (heute Burg Ockenfels) in Ockenfels belehnt. 1837 war er Geschäftsträger in Mexiko und wurde auf Vorschlag Alexander von Humboldts 1844 zum Außerordentlicher Gesandten und bevollm. Minister des Königreichs Preußen in den Vereinigten Staaten von Amerika bestellt, wo er im Oktober 1848 von Friedrich Ludwig von Rönne abgelöst wurde. Von 1849 bis 1868 wurde er wiederum als Botschafter Preußens nach Washington gesandt, von 1868 bis zur Reichsgründung im Jahre 1871 war er für den Norddeutschen Bund als Gesandter in Washington tätig. Im Jahre 1858 wurde Gerolt in den preußischen Freiherrenstand erhoben.
Gerolt war durchgehend 27 Jahre als Diplomat in den Vereinigten Staaten tätig und zählt bis heute als der dienstälteste Botschafter Deutschlands in den USA. Während seiner Zeit in Washington unterhielt er gute Kontakte mit vielen Politikern. In dem Vierteljahrhundert seiner Dienstzeit traf Gerolt die Präsidenten James K. Polk, Zachary Taylor, Millard Fillmore, Franklin Pierce, James Buchanan, Abraham Lincoln, Andrew Johnson und Ulysses S. Grant. Millard Fillmore war der einzige US-Präsident, der im 19. Jahrhundert Deutschland besuchte. Im Jahre 1855 traf er in Berlin mit Alexander von Humboldt und König Friedrich Wilhelm IV. zusammen. In dieser Zeit emigrierten 1,5 Millionen Deutsche in die USA und es wurden insgesamt 14 Deutsche Konsulate in New York, Philadelphia, Baltimore, Charleston, New Orleans, St. Louis, Galveston, Savannah, Cincinnati, San Francisco, Louisville, Milwaukee, Chicago, Boston und New Bedford eingerichtet.
Er war Mitglied der Gesellschaft Deutscher Naturforscher und Ärzte.